# Antoni Brusi i Ferrer
Antoni Brusi i Ferrer   (Barcelona, 4 d'abril de 1815 - Barcelona, 30 de desembre de 1878) fou un periodista català, propietari i director del Diari de Barcelona. El 1875 rebé el títol de marquès de Casa Brusi.

## Biografia
Era fill d'Antoni Brusi i Mirabent, que havia adquirit el diari el 1814, i d'Eulàlia Ferrer i Montserrat, hereva de la dinastia i patrimoni dels llibreters Ferrer. Va quedar orfe de pare el 1821 i la seva mare s'encarregà dels negocis mentre ell era petit. Estudià filosofia al Seminari Conciliar barceloní i, posteriorment, ciències físiques i naturals, idiomes i música.
L'any 1834 emprengué un llarg viatge per França, Anglaterra, i Bèlgica, recorrent a més Suïssa, Àustria, Rússia i Suècia i Noruega, fixant la seva residència a París, on prosseguí els seus estudis a la Sorbona, al Col·legi de França i al de Medicina. Torna a Catalunya el 1838 i, en morir la seva mare el 1841, assumeix plenament la direcció del Diario de Barcelona i de la resta de negocis de l'empresa Brusi.
El Diari de Barcelona era anomenat popularment el brusi en honor seu i del seu pare. La personalitat d'en Brusi i Ferrer mereix un singular estudi, per anar unida al desenvolupament i arrelament d'una de les institucions periodístiques més conegudes a Espanya i també a l'estranger. Fou Brusi i Ferrer el verdader organitzador a Espanya del periodisme seriós i aciençat arrelant en la capital de Catalunya el Diari de Barcelona, diari que havia aparegut l'octubre de 1792. No és possible separar la personalitat de Brusi i Ferrer del diari, que va ser model d'àmplia informació, raonat i seriós criteri i que va comptar amb la col·laboració de les plomes més eminents d'Espanya. Es pot afirmar que la cooperació prestada per l'intel·lectualisme espanyol al Diario de Barcelona fou de les més intenses i infructuoses, figurant en les seves columnes des de Pau Piferrer, Coll i Vehí, Joan Mañé i Flaquer, Jaume Balmes, Roca i Cornet, Rubió i Ors, Balaguer, Milà i Fontanals, Llorens i Barba, fins als Selgas, Severo Catalina, Donoso Cortès, Zamora, Martinez Pedrosa, Cánovas del Castillo, Menéndez Pidal, etc. Ningú millor que el mateix marquès de Casa Brusi ha narrat les vicissituds per les que passà el Diario des que el 1838 se n'encarregà definitivament de la direcció, en solitari des de 1841, tal com les va plasmar en uns Apunts inèdits, escrits el 1865.

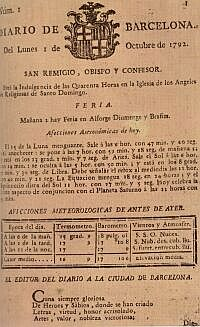
Portada del primer Diario de Barcelona

El 1865 cedí la direcció del diari a Joan Mañé i Flaquer, que ja n'era el principal redactor després de la revolució de 1854.
Brusi i Ferrer va adquirir rellavància i influència en la ciutat. El 1839 fou nomenat regidor de l'Ajuntament de Barcelona, el 1844 tresorer de la Junta d'ornament que presidia el llavors capità general de Catalunya baró de Meer, membre de la comissió permanent d'Estadística, el 1854 vocal secretari de la comissió encarregada de promoure la concurrència a l'Exposició Universal de París (1855). Fou un dels iniciadors de l'Eixample de Barcelona, treballant amb deler per aconseguir l'enderroc de les muralles des de 1851. Figurà com a soci fundador de la Companyia del Canal de Suez i des de 1859 fins al 1869 fou l'únic representant que Espanya tingué al consell d'administració de l'empresa. Fou soci fundador el 1856 de la Societat General de Credit, i en presidí per espai de 10 anys la junta de govern. Hi aconseguí la creació d'un Mont de Pietat pels dependents impossibilitats per al treball, i per a les seves vídues i orfes. El 1864 dotà un premi anual de 500 pessetes per adjudicar a l'òrfena que hagués aprofitat millor l'educació rebuda a les escoles de la Junta de Senyores.
El 1875, el rei Alfons XII li va atorgar el títol de marquès de Casa Brusi.
Barcelona ha dedicat un carrer a la família, el carrer de Brusi, justament al lloc on hi havia la torre de Sant Gervasi.

## Escrits
- Discurs llegit en l'enterrament d'en Pere Gil i Babot, (Barcelona, 1853)
- Discurs sobre Jaume Balmes i Urpià, Barcelona, 1853)
- Discurs per honorar la memòria d'Isidoro de Angulo, (Barcelona, 1854)